# 沙爾任加河
59°46′35″N 45°23′53″E / 59.77639°N 45.39806°E

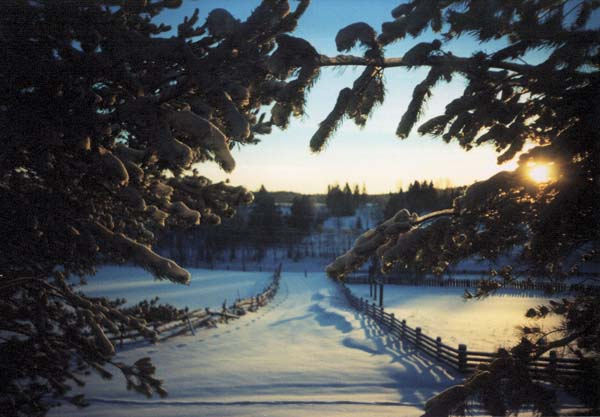

沙爾任加河（俄语：Шарженьга），是俄羅斯的河流，位於該國西北部沃洛格達州，屬於尤格河的左支流，流經紐克謝尼察區、巴布什基諾區和尼科利斯克區，河道全長183公里，流域面積1,500平方公里。